# Walter Trout
Walter Trout (Ocean City (New Jersey), 6 maart 1951) is een Amerikaans bluesgitarist.
Hij speelde met Canned Heat, John Lee Hooker, Big Mama Thornton en was bandlid van de legendarische John Mayall's Bluesbreakers voordat hij in 1989 zijn eigen band begon. Zijn band heet Walter Trout and The Radicals en treedt ruim 200 keer per jaar op.

## Biografie

### Begintijd
Op twaalfjarige leeftijd kreeg hij een gitaar van zijn broer en hoewel hij al jaren niet onverdienstelijk trompet speelde, ging die al snel voorgoed de koffer in. In het begin zijn het vooral The Beatles die hem stimuleren om gitaar te gaan spelen. Ook mensen als B.B. King en Muddy Waters hebben een grote invloed op hem, maar de meeste invloed heeft gitarist Mike Bloomfield. Trout zegt over hem: "Hij speelt dingen drie keer zo snel als een ander en ik zal altijd proberen om die stijl te evenaren". In zijn eerste (school)bandjes speelt de jonge Trout echter geen gitaar, maar mondharmonica. In die tijd speelde hij met zijn band in hetzelfde circuit als een andere band, genaamd Steel Mill. De zanger en gitarist van die band was Bruce Springsteen, die later zou uitgroeien tot een van de grootste rocksterren. Toen Trout zestien jaar was, verhuisde hij van Atlantic City naar New Jersey en kreeg hij de gelegenheid als gitarist in een band aan de slag te gaan. Dit was de band van Louisiana Red, waar hij vier jaar mee samenspeelt.
In 1973 verhuisde Trout naar Los Angeles, waar hij een aantal jaren in diverse clubbands speelt. In deze periode deed hij ook veel ervaring op bij artiesten als John Lee Hooker, Joe Tex en Percy Mayfield. In 1979 werd hij gitarist bij Canned Heat. Vijf jaar speelde hij in die band wanneer hij in 1984 kennismaakte met John Mayall en in zijn band The Bluesbreakers gaat spelen. Ook in deze band speelde hij al vijf jaar toen hij op een avond in 1989 de zangpartij van John Mayall overnam, omdat deze te ziek was om op te treden. Een paar mensen van een kleine Deense platenmaatschappij waren zo onder de indruk van de zang en het gitaarspel van Trout, dat ze hem na afloop aanboden een eigen band samen te stellen en een tournee door Scandinavië te ondernemen. Trout denkt twee weken na over het aanbod en neemt op zijn verjaardag ontslag bij John Mayall. Trout stelde een eigen band samen met Jimmy Trapp op basgitaar, Daniel 'Mongo' Abrams op hammondorgel en drummer Leroy Larson. Ze toeren door Scandinavië en nemen in 1990 het eerste album op, getiteld Life In The Jungle. Op dit album staan naast een aantal studionummers ook vier livenummers, opgenomen tijdens het Midtfyn Festival in Denemarken.

### Op eigen benen

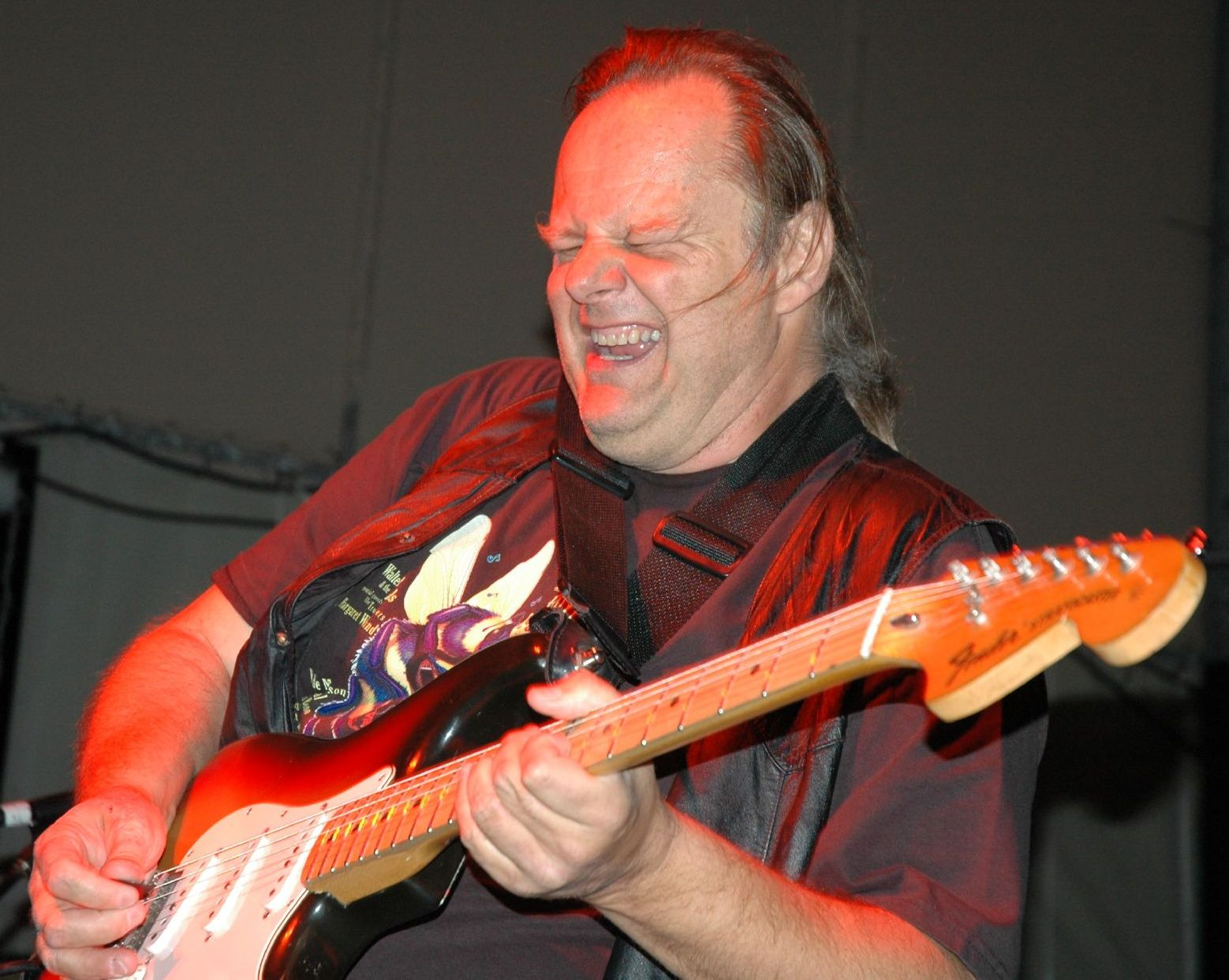
Walter Trout in 2007.

Het tweede album, Prisoner of a Dream, komt een half jaar na het debuutalbum uit en is het eerste echt complete studioalbum van de band. Drummer Klas Anderhel zat achter het drumstel tijdens de opnamen van het album en tijdens de bijbehorende tournee. In oktober 1992 kwam Transition uit, het derde album van de band. Ditmaal zat Bernie Persley achter de drums en daar zal hij niet snel meer achter vandaan gaan. Na drie albums kwam het livealbum Life, No More Fishjokes uit met daarop een verzameling van de beste Trout-nummers en een aantal nummers van anderen. In 1994 kwam het album Tellin' Stories uit met Martin Gerschwitz achter de keyboards. Hij had de plek van Daniel 'Mongo' Abrams overgenomen. Vooral het nummer 'Please Don't Go', dat over het overlijden van Trouts moeder gaat, laat een diepe indruk achter. Het zesde album, Breaking The Rules, verscheen in 1995 en werd geproduceerd door Trout zelf, omdat hij nu alle touwtjes in handen wil hebben en om de echte Walter Trout-sound op het album te krijgen.
In 1997 kwam er een nieuw studioalbum uit. Het heet Positively Beale Street en is opgenomen in Memphis samen met producer Jim Gaines, die in het verleden albums van Stevie Ray Vaughan, Huey Lewis & The News en Steve Miller heeft geproduceerd. Op dit album zit Rick Elliot achter het drumstel, omdat Bernie Pershey wegens gezondheidsredenen niet meer kan drummen. Rick Elliot gaat ook met de band mee op tournee, maar in 1998 komt Persley weer in de band. Martin Gerschwitz besluit uit de band te stappen om verder te werken aan zijn soloprojecten en zijn vervanger is Paul Kallestad, die net als 'Mongo' vroeger een hammondorgel bespeelt. De band gaat weer op tournee en laat een verpletterende indruk achter.
In 1998 brengt de band bij zijn nieuwe platenmaatschappij Ruf Records in de Verenigde Staten het 'Positively Beale Street'-album uit met als titel Walter Trout. Hierop staan dezelfde nummers als op Positively Beale Street, maar de volgorde van de nummers is iets anders, en zo ook de cover en het boekje. In 1999 komt het album Livin' Every Day uit. Ook dit album is in Memphis, samen met producer Jim Gaines, opgenomen. Voor het eerst is Paul Hallestad, de nieuwe hammondorgelspeler te horen op een Trout-album. De groepsnaam is veranderd in Walter Trout and the Free Radicals. In 2000 komen er twee livealbums uit, namelijk Face the Music (live on tour) en Live Trout. Dit laatste is een dubbelalbum opgenomen op het Tampa Bay Blues Festival in maart 2000. In mei 2001 staat er een nieuw studioalbum op de planning. In januari 2001 is de naam van de band wederom veranderd, dit omdat er al een band in Amerika de naam 'The Free Radicals' draagt.
De nieuwe naam luidt: 'Walter Trout and the Radicals'. De naam van het nieuwe album luidt Go The Distance en ligt vanaf 22 mei 2001 in de winkels. Paul Hallestad maakt geen deel meer uit van de band en is vervangen door Bill Mason. Net na het nieuwe album verlaat Persley de band; hij wil meer tijd met zijn gezin doorbrengen. Het is een komen en gaan bij de band, Bill Mason is reeds weer vervangen door Sammy Avila. Ook achter de drums is het weer raak: Kenny heeft zijn werk gedaan en is (heel) kort vervangen door Wess Johnson. Doordat na verloop van tijd deze Wess Johnson niet echt in de band bleek te passen, is zijn plaats begin april 2002 ingenomen door Joey Pafumi. Medio mei 2003 neemt de band een heuse live-cd/dvd op in Paradiso in Amsterdam. De dvd zal eind augustus in de verkoop gaan onder de titel Relentless. Het hele jaar 2004 wordt besteed aan het toeren en er verschijnt geen album van de band.
Begin 2005 verscheen het verzamelalbum ‘Deep Trout’: The Early Years of Walter Trout. Op dit album staan, zoals de subtitel al doet raden, nummers uit het begin van Trouts solocarrière toen hij nog onder contract stond bij het label Provogue. Naast deze staan er ook een aantal bijzondere nummers op, waaronder een oude opname uit 1973 van het nummer 'So Sad To Be Lonely', waarin Trout zingend en gitaarspelend te horen is in zijn toenmalige band. In Amerika wordt ditzelfde album, met enkele andere nummers, uitgebracht door Trouts huidige platenmaatschappij Ruf-Records. Op 24 augustus 2005 overlijdt bassist "vanaf het eerste uur" Jimmy Trapp aan de gevolgen van een zware beroerte. Omdat hij al langere tijd ziek was, was er al een vervanger voor hem in de persoon van Rick Knapp. Na het overlijden van Trapp blijft Knapp bij de band, en hij blijkt hierop een frisse, energievolle invloed te hebben. Binnen de kortste keren heeft hij zijn eigen plek in de band bemachtigd. Voor het jaar 2006 staan twee projecten op stapel: allereerst een jamalbum, waarop, behalve Trout en de band, ook een aantal andere bekende gitaristen zullen meespelen, en een nieuw studioalbum, waarvoor Trout al veel nieuwe nummers heeft klaarliggen die hij tijdens het toeren in 2005 had geschreven. Op dit moment is Trout gelabeld bij de Nederlandse platenmaatschappij Provogue.

### Ziekte
In maart 2014 schreef zijn vrouw Marie het volgende bericht op facebook:
Walter heeft mij gevraagd om dit hier plaatsen: ´Mijn hart breekt om dit bericht te plaatsen. We hebben gewacht om er zeker van te zijn, maar Walters artsen hebben de diagnose bevestigd: zijn toestand is verslechterd, en Walters leverfalen breidt zich uit. Als hij in de komende maanden geen nieuwe lever krijgt zal hij het niet redden.
Tijdens deze slopende ziekte bracht hij wel het album The Blues Came Callin' uit in 2014. Waar al jarenlang is uitgekeken en toegewerkt naar het 25-jarige jubileum van Trout als solo-artiest in 2014, werden er tegelijkertijd benefietoptredens gegeven door muziekvrienden uit de hele wereld. Het doel was zo snel en zo veel mogelijk geld binnen te halen voor de behandeling van Walter die in afwachting was van een levertransplantatie. Na 8 maanden wachten kreeg Walter de levertransplantatie en na een lang herstel stond Walter op 15 juni 2015 weer voor het eerst op het podium in de Royal Albert Hall te Londen. Over deze slopende ziekte en herstel schreef Walter het album "Battle Scars" die in 2015 uit kwam.

## Muzikale invloeden
Trout zegt beïnvloed te zijn door Paul Butterfield. Op 2 april 2007 verklaarde Trout op een clinic in Theater Romein te Leeuwarden dat hij achtereenvolgens beïnvloed werd door drie gebeurtenissen:
1. het uitkomen van de eerste elpee van Bob Dylan,
2. het optreden van The Beatles op 9 februari 1964 tijdens de Ed Sullivan Show, en
3. het voor het eerst luisteren naar Paul Butterfield.

Zijn muziek is een mix van blues en rock. Zijn stijl is van een guitar hero. Zijn liveoptredens zijn woest. Met John Mayall's Bluesbreakers speelde hij in 1988 voor het eerst in Nederland op het North Sea Jazz Festival.

## Prijzen
In 2015 werd de Sena Performers European Guitar Award aan hem toegekend.

## Discografie

### Albums
| Album met eventuele hitnotering(en) in de Nederlandse Album Top 100 | Datum van verschijnen | Datum van binnenkomst | Hoogste positie | Aantal weken | Opmerkingen                       |
| ------------------------------------------------------------------- | --------------------- | --------------------- | --------------- | ------------ | --------------------------------- |
| Life in the jungle                                                  | 1991                  | 23-03-1991            | 52              | 14           | als Walter Trout Band / Livealbum |
| Prisoner of a dream                                                 | 1991                  | 07-09-1991            | 20              | 9            | als Walter Trout Band             |
| Transition                                                          | 1992                  | 31-10-1992            | 31              | 7            | als Walter Trout Band             |
| No more fish jokes                                                  | 1993                  | 12-06-1993            | 53              | 7            | als Walter Trout Band / Livealbum |
| Tellin' stories                                                     | 1994                  | 16-04-1994            | 56              | 8            | als Walter Trout Band             |
| Breaking the rules                                                  | 1995                  | 03-06-1995            | 39              | 8            | als Walter Trout Band             |
| Positively beale Street                                             | 1997                  | 07-06-1997            | 70              | 4            | als Walter Trout Band             |
| Livin' every day                                                    | 1999                  | -                     | -               | -            | met The Free Radicals             |
| Face the music                                                      | 2000                  | -                     | -               | -            | met The Free Radicals / Livealbum |
| Go the distance                                                     | 22-05-2001            | -                     | -               | -            | met The Radicals                  |
| Deep trout                                                          | 31-01-2005            | -                     | -               | -            |                                   |
| Full circle                                                         | 2006                  | -                     | -               | -            | met Friends                       |
| The outsider                                                        | 23-05-2008            | 31-05-2008            | 81              | 1            |                                   |
| Unspoiled by progress - 20 years of hardcore blues                  | 12-06-2009            | -                     | -               | -            |                                   |
| Common ground                                                       | 02-07-2010            | -                     | -               | -            |                                   |
| Blues for the modern daze                                           | 20-04-2012            | 05-05-2012            | 62              | 3            |                                   |
| The blues came callin'                                              | 02-06-2014            | -                     | -               | -            |                                   |
| Battle Scars                                                        | 2015                  | 31-10-2015            | 37              | 2            |                                   |
| Alive In Amsterdam                                                  | 2016                  | 25-06-2016            | 26              | 2            |                                   |
| We're all in this together                                          | 2017                  | 09-09-2017            | 35              | 1            |                                   |
| Survivor blues                                                      | 2019                  | 25-01-2019            | 73              | 1            |                                   |
| Ordinary madness                                                    | 2020                  | 28-08-2020            | -               | -            |                                   |
| Ride                                                                | 2022                  | 19-08-2022            | -               | -            |                                   |

### Singles
| Single met eventuele hitnotering(en) in de Nederlandse Top 40 | Datum van verschijnen | Datum van binnenkomst | Hoogste positie | Aantal weken | Opmerkingen                                         |
| ------------------------------------------------------------- | --------------------- | --------------------- | --------------- | ------------ | --------------------------------------------------- |
| The love that we once knew                                    | 1991                  | 21-09-1991            | tip 10          | -            | als Walter Trout Band / Nr. 50 in de Single Top 100 |

- Bibliothèque nationale de France: cb14044120d (data)
- Gemeinsame Normdatei: 135228700
- International Standard Name Identifier: 0000 0000 5515 4323
- Library of Congress Control Number: no99012248
- Nationale Bibliotheek van Letland: 000045138
- MusicBrainz: efddcf31-943b-49f0-aef1-cf5539d8048b
- Nationale Bibliotheek van Tsjechië: xx0181848
- Nederlandse Thesaurus van Auteursnamen: 120629704
- Virtual International Authority File: 336149294360580522253